# Шкриња
Шкриња (сандук, ковчег) је један од најстаријих облика намештаја. Уобичајена је правоугаона основа са четири зида и поклопцем. Унутрашњост може бити подељена на мање одељке. Обично се израђује од дрвета и може бити украшена на разне начине. Ране употребе шкриње укључују складиштење одеће, хране, оружја и вредних предмета. 

## Историја
Шкриње су познате у Египту од осамнаесте династије (1539-1292 год. п. н. е.). Тада су биле постављене на кратке ногаре. Вештина прављења овакве шкриње је изгубљена током средњег века, и тада су се састојале само од издубљеног дрвета, обично са поклопцем.
Шкриње су се користиле по целој Европи почев од средњег века. У средњем веку и раној ренесанси ниске шкриње су се користиле као клупе, док су се високе шкриње користиле као сточићи. Французи су међу првима, у 13. веку, почели да украшавају шкриње.
У Србији су је шкриња такође била веома распрострањена. Често су се израђивале посебно украшене шкриње, у које је девојка стављала свој мираз, односно девојачку спрему. Спрема је обухватала дарове које невеста доноси својој новој породици и неке покретне ствари мање вредности намењене домаћинству (постељина, кухињски премети и слично).